# Ray Keech

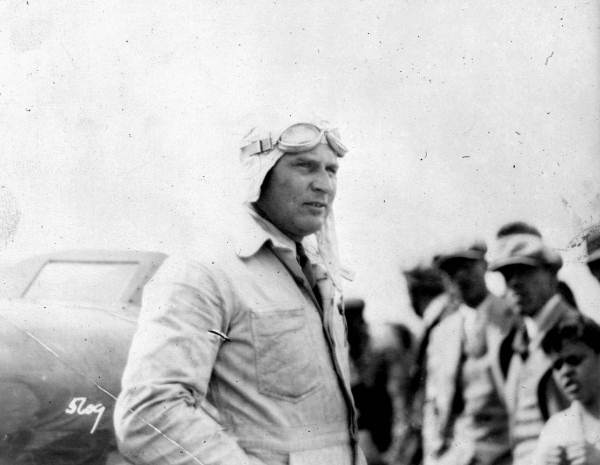
Ray Keech vor White Triplex in Daytona Beach 1929

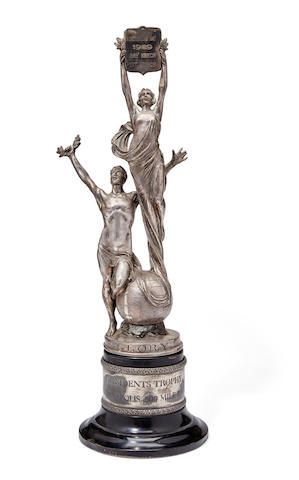
Die, von Keech gewonnene, Indy 500 Trophäe von 1929

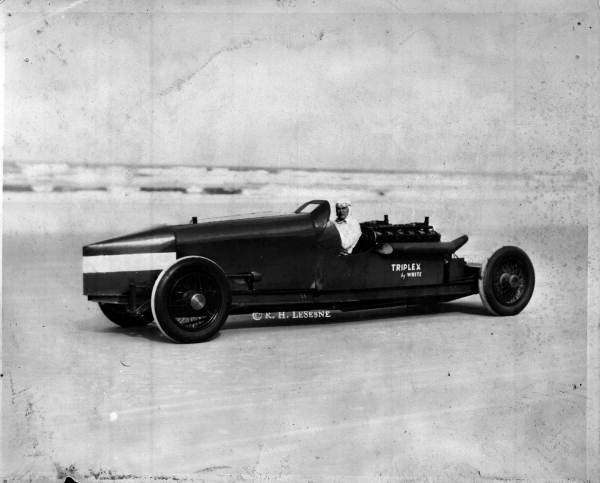
Keech im White Triplex

Charles Raymond „Ray“ Keech (* 1. Mai 1900 in Coatesville, Pennsylvania; † 15. Juni 1929 in Altoona, Pennsylvania) war ein US-amerikanischer Automobilrennfahrer. Er erlangte internationale Bekanntheit durch seinen Sieg bei den Indianapolis 500 und seinen absoluten Landgeschwindigkeitsrekord.

## Frühes Leben und Familie
Ray Keech war der Sohn von Robert Edward Keech und Edna Zella Gibson Keech Bilson. Sein Vater starb, als er zehn Monate alt war. Danach wurde er von seinem Onkel Charles Keech und dessen Frau Sarah aufgezogen. Er war verheiratet mit Sarah Ann „Sadie“ Stinger und hatte einen Sohn, Charles Raymond Keech Jr. (1923–1944).

## Motorsport

### Rundstrecke
In den 1920er Jahren machte sich Keech einen Namen im „Board track racing“, einer in den 1910er und 1920er Jahren in den USA beliebten Art des Motorsports. Die Rennen wurden auf kreisförmigen oder ovalen Rennstrecken mit Oberflächen aus Holzbrettern ausgetragen. Auf dieser als Motodrome bezeichneten Art von Strecken wurden zuerst Motorradwettkämpfe veranstaltet, bevor sie für verschiedene Arten von Rennwagen angepasst wurden. Auch bei sogenannten „Brick Track“-Rennen trat Keech erfolgreich an.
Sein erstes Rennen gewann Keech 1928 auf dem Michigan State Fairgrounds Speedway in Detroit. In der gleichen Saison gewann er noch die Meisterschaftsrennen in Rockingham, New Hampshire und Syracuse, New York  und belegte den zweiten Platz in der Gesamtwertung der AAA National Championship
Indianapolis 500
1928 bekam Keecherstmals die Gelegenheit beim Indianapolis 500-Rennen anzutreten. Er startete für das Miller-Team und wurde als Ersatzfahrer für Wilbur Shaw, der vom AAA Contest Board wegen der Teilnahme an „Outlaw-Rennen“ vom Rennen ausgeschlossen wurde, Vierter. 1929 kehrte Keech zu den Indy 500 zurück und erzielte einen beeindruckenden Sieg über Louis Meyer mit einem Vorsprung von mehr als sechs Minuten: Meyer führte das Rennen an, bis er in Runde 157 den Öldruck verlor. Keech ging an die Spitze, als Meyers Motor sich nicht sofort starten ließ, nachdem er an die Box gegangen war, um Öl nachzufüllen. Keech führte den Rest des Rennens, Meyers wurde Zweiter.
Auch 1929 wurde Keech wieder Zweiter in der Gesamtwertung der American Automobile Association, allerdings posthum.
| Jahr | Wagen-Nr. | Start-Platz | Runden | Ergebnis | Führungsrunden |
| ---- | --------- | ----------- | ------ | -------- | -------------- |
| 1928 | 15        | 10          | 200    | 4        | 0              |
| 1929 | 2         | 6           | 200    | 1        | 46             |

### Land Speed Record
Ende 1927 trat der wohlhabende US-Amerikaner J. H. White aus Philadelphia an Ray Keech heran und unterbreitete ihm ein Angebot, in seinem White Triplex einen Angriff auf den Landgeschwindigkeitsrekord zu unternehmen, um ihn in die USA zu holen. Wohl auch dank einer stattlichen Gage gelang es ihm Keech zu verpflichten. Keech erschien in Daytona Beach, als eine Gruppe von Fahrern dem Top-Rekord hinterherjagte und das Duell zwischen den beiden Protagonisten Henry Segrave und Malcolm Campbell auf dem Höhepunkt war. Die ersten Probeläufe erwiesen sich als gefährlich. Keech erlitt bei beiden Läufen Verbrennungen – zuerst durch einen geplatzten Kühlerschlauch, dann durch Abgasflammen des Frontmotors.
Am 22. April 1928 stellte Keech in Daytona einen neuen Geschwindigkeitsrekord über die Distanz von einer Meile auf, konnte die bestehende Bestmarke von Campbell aber nur „hauchdünn“ verbessern.
| 19. Februar 1928 | Daytona Beach, USA | Malcolm Campbell | Napier-Campbell-Arrol-Aster Blue Bird | 206,95 mph | 333,05 km/h |
| 22. April 1928   | Daytona Beach, USA | Ray Keech        | White Triplex (Spirit of Elkdom)      | 207,55 mph | 334,02 km/h |

Der Rekord von Keech wurde nur knapp ein Jahr später, am 11. März 1929, von Henry Segrave im Golden Arrow deutlich gebrochen und auf über 230 Meilen pro Stunde (370 km/h) angehoben. Daraufhin wurde Keech von J. H. White aufgefordert, erneut anzutreten, und den Rekord erneut mit White Triplex in die USA zurückzuholen. Keech lehnte aber ab, weil er das Auto für zu gefährlich hielt.

## Tödlicher Unfall
Nur 16 Tage nach seinem Sieg in Indianapolis starb Ray Keech am 15. Juni 1929 bei einem Rennunfall während dem „Altoona 200-Mile Race“ in Tipton, Pennsylvania, einem sogenannten „Board Track Race“.
Rob Robinson, einer der Fahrer, fuhr über eine Beschädigung des aus Holzbohlen bestehenden Streckenbelags und schleuderte in die hölzerne Leitplanke. Der Aufprall warf große Teile des Sicherheitsgeländers auf die Strecke. Cliff Woodbury, der Robinson auszuweichen versuchte, wurde von Keech getroffen, der ebenfalls ausweichen wollte. Dann traf Keech die Leitplanke, der Wagen schleuderte die Strecke hinunter und ging in Flammen auf. Dabei wurde er aus seinem Auto geworfen, das ihn überrollte. Keech wurde bei diesem Unfall sofort getötet. Sowohl seine Frau als auch sein Sohn waren Zeugen des Unfalls.
Er wurde auf dem Hephzibah Baptist Church Cemetery in Coatesville, Chester County, Pennsylvania, USA beigesetzt.